# Walther Schulze-Wechsungen

Walther Schulze-Wechsungen

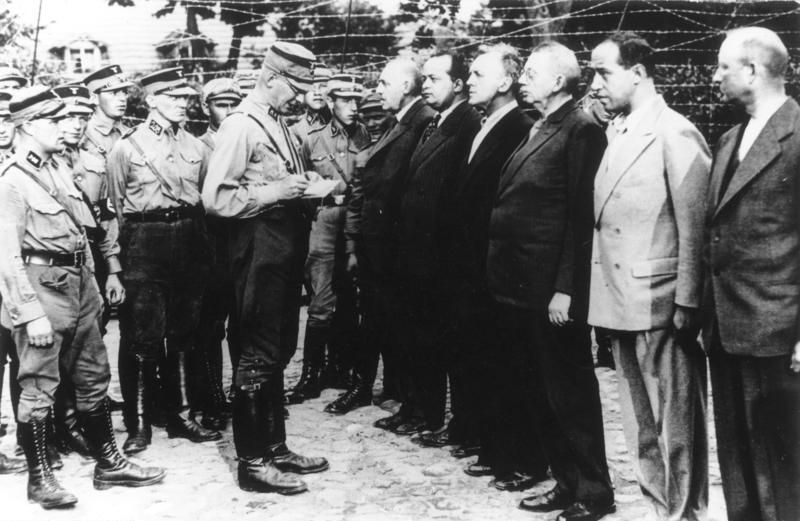
Weimarer Rundfunkmitarbeiter als Häftlinge im KZ Oranienburg. Schulze-Wechsungen und von rechts: Kurt Magnus, Hans Flesch, Heinrich Giesecke, Alfred Braun, Friedrich Ebert junior und Ernst Heilmann (August 1933).

Walther Schulze-Wechsungen (* 18. November 1902 in Nordhausen; † 1944) war ein deutscher Politiker (NSDAP).

## Leben und Wirken
Nach dem Besuch humanistischer Gymnasien in Nordhausen und Berlin nahm Schulze-Wechsungen an den nach dem Ende des Ersten Weltkriegs ausgebrochenen deutsch-polnischen Grenzkämpfen teil, in denen er verwundet wurde. Nach seiner Genesung studierte er Philosophie an der Friedrich-Schiller-Universität Jena.
1920 nahm Schulze-Wechsungen am Kapp-Putsch teil, bei dem er schwer verwundet wurde. Eigenen Angaben zufolge geriet er zu diesem Zeitpunkt in die Gefangenschaft einer „roten Armee“ (gemeint ist wahrscheinlich die Rote Ruhrarmee) und wurde zum Tode verurteilt. Er habe jedoch überlebt, da er vor der Vollstreckung des Urteils durch Regierungstruppen befreit wurde. Anschließend hielt er sich für drei Jahre in Vorpommern auf. Später studierte er in Göttingen.
Im Frühjahr 1930 trat Schulze-Wechsungen in die NSDAP ein. Der SA hatte er sich bereits 1929 angeschlossen. Zu dieser Zeit verdiente er seinen Lebensunterhalt als kaufmännischer Leiter eines Berliner Fabrikbetriebes. 1932 gab er diese Stellung auf, um sich voll der Parteiarbeit zu widmen. In der Folge wurde er unter anderem mit dem Amt des Propagandaleiters im Gau Berlin betraut.
Nach der „Machtergreifung“ Hitlers im Frühjahr 1933 wurde Schulze-Wechsungen zum Landespropagandaleiter im Reichsministerium für Volksaufklärung und Propaganda berufen. Parallel zu dieser Aufgabe übernahm er 1933 ein Abgeordnetenmandat im Preußischen Landtag, dem er bis zu dessen Auflösung im Oktober 1933 angehörte. Im November 1933 erhielt er stattdessen ein Abgeordnetenmandat für den Reichstag, in dem bis zum 28. Januar 1936 – als sein Mandat für ungültig erklärt wurde – den Wahlkreis 3 (Potsdam II) vertrat. Der Verlust von Schulze-Wechsungens Reichstagsmandat – wie auch aller seiner übrigen Ämter – erfolgte aufgrund von Anschuldigungen der Korruption.